# Střední Labe (vodní cesta)
Střední Labe je v českém kontextu název pro střední část českého toku řeky Labe, od soutoku s Vltavou u Mělníka po soutok s Orlicí v Hradci Králové. Jako vodní cesta začíná Střední Labe na soutoku Labe s Vltavou u Mělníka a končí na konci vzdutí zdymadla Pardubice u Kunětic nad Pardubicemi. V celé své délce protéká Střední Labe rovinatou zemědělsky využívanou krajinou a od počátku 20. století bylo upravováno průkopy meandrů, prohlubováním koryta a výstavbou 18 jezů za účelem stabilizace podzemních vod, zásobování závlahovou vodou, ochranou před povodněmi a v neposlední řadě pro umožnění plavby velkých lodí s nosností nad 1000 tun.

## Kilometráž
Na české části Labe se používalo mnoho různých kilometráží, z nichž jen některé byly vyznačeny v terénu. Takzvaná „nejstarší kilometráž“ ze 60. let 20. století, počítaná pro střední Labe od Mělníka proti proudu, byla vyznačena betonovými bloky až pod jez ve Veletově. Takzvaná plavební kilometráž, která až po Veletov byla shodná s nejstarší, byla v letech 1976–1978 vyznačena tabulemi na sloupcích až po řkm 102,10 na konci přístavu Chvaletice. Kilometráž v úseku Chvaletice – Kunětice nebyla vyznačena. Jednotná říční kilometráž, zavedená od 15. května 1997 a počítaná od nuly u Hřenska proti proudu, znamenala na středním Labi zvýšení údajů o 110,035 km, avšak v terénu nebyla hekometrovníky a kilometrovníky vůbec vyznačena, je na ni však vázána technicko-provozní evidence objektů, jako jsou jezy, plavební komory, mosty, zaústění či uvazovací kruhy, a proto se mohla kromě dokumentace objevit například na velínech. Digitální kilometráž se používá jen k hydrotechnickým výpočtům, pro značení v terénu a evidenci objektů je kvůli proměnlivosti nevhodná.
Evropská kilometráž, zaváděná od roku 2008, znamenala sloučení dosavadních tří samostatně počítaných kilometráží (německá kilometráž, české dolní Labe a české střední a horní Labe) a otočení obou kilometráží pod Mělníkem do opačného směru (proti proudu); dosavadní nulový bod v Mělníku (v úrovni špičky ostrohu mezi Vltavou a Labem) odpovídá řkm 837,37 evropské labské kilometráže a značení v terénu má končit v řkm 973,5 nedaleko Kunětic nad Pardubicemi (řkm 138,30 staré kilometráže).
Plavební kanály mají svou vlastní kilometráž, která je vedena od špičky ostrova směrem proti toku řeky a zpravidla vyznačena i v terénu, obvykle betonovými pásky v břehovém opevnění.

## Historie splavňování
První etapa regulace středního Labe a výstavby středolabské vodní cesty začala roku 1901 u Mělníka. Do začátku první světové války roku 1914 se podařilo vybudovat první dvě zdymadla v Hadíku a Obříství, ale s plavebními komorami rozměrů pouze 73 × 11 metrů. Dále se podařilo vybudovat jez v Hradci Králové a rozestavět jezy v Nymburce, Poděbradech, Kolíně a Předměřicích nad Hradcem Králové.

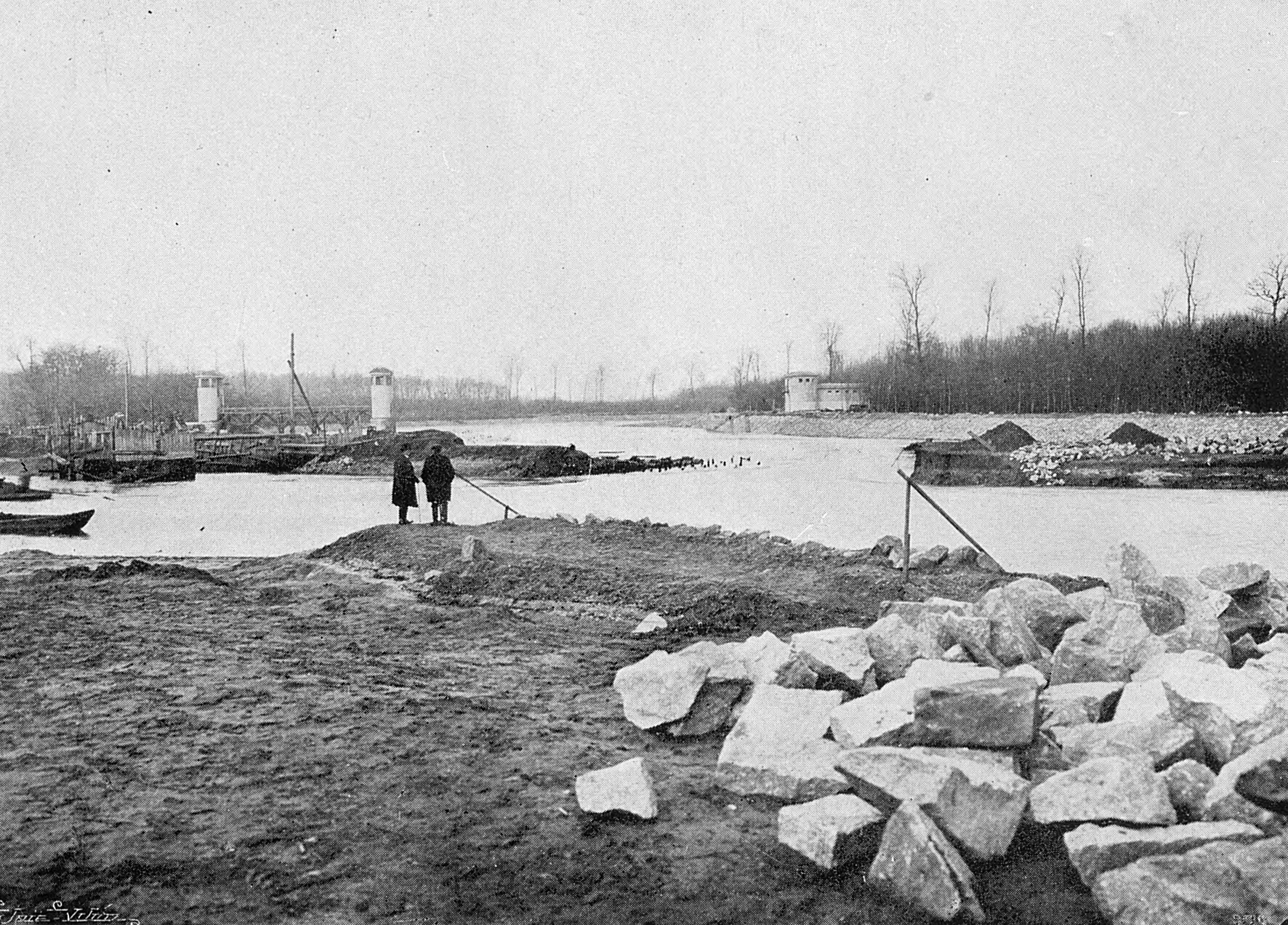
Stav prací na regulaci Labe u Obříství v lednu 1913

Po skončení první světové války v období první republiky nejprve došlo k útlumu, ale po roce 1930 se výstavba vodní cesty rozběhla naplno a do vypuknutí druhé světové války bylo střední Labe souvisle splavněno po Poděbrady a během války dále až do Kolína, tentokráte regulací původního řečiště s plavební hloubkou 1,5 metru. Od roku 1944 byl úsek Poděbrady Mělník splavněn pro lodě o nosnosti 600 tun a před koncem války tato úprava umožnila odlehčit přepravě nákladů po železnici, ohrožované útoky spojeneckých letadel.
Po skončení druhé světové války byla do roku 1963 pouze dokončena kanalizace v úseku nad Poděbrady, regulovaném za války. Zvrat ale nastal po roce 1963, kdy se na základě vládního usnesení 680/1963 měl zvýšit podíl vodní dopravy v ČSSR a dále po rozhodnutí o výstavbě elektrárny ve Chvaleticích a její zásobování uhlím středolabskou vodní cestou roku 1971. V tomto období byla, krom nahrazení prvních dvou zdymadel z počátku století novým zdymadlem v Obříství a úprav existující plavební dráhy, prodloužena souvisle splavná vodní cesta z Kolína proti proudu po Chvaletice a postaveno zdymadlo v Pardubicích.
V této podobě se středolabská vodní cesta dočkala konce tisíciletí, kdy bylo rozhodnuto ji dokončit až do Pardubic a vybudovat zde koncový veřejný přístav. Zatím se podařilo pouze prodloužit souvisle splavný úsek vodní cesty z přístavu elektrárny ve Chvaleticích úpravami koryta o 10 km pod Přelouč, kde se po desetiletí prováděném bagrování písčitého dna řeky narazilo na skalní podloží a zahloubením řeky před ním vznikl na Labi peřejnatý úsek zvaný Labské Hrčáky. Ty měly být obejity bočním průplavem s vysokou plavební komorou, zvaným Nová Přelouč a zajišťujícím propojení s již splavným úsekem vodní cesty do Pardubic.

### Současnost splavňování
V současnosti není střední Labe průběžně splavné v celé své délce, ale nedaleko Přelouče je rozděleno na dva oddělené splavné úseky 2 km dlouhými peřejemi zvanými Labské Hrčáky. Peřeje se nacházejí pod zdymadlem Přelouč (řkm 949,1 až řkm 951,2  resp. řkm 112,515 až řkm 114,535 staré kilometráže) a vznikly v průběhu 2. poloviny 20. století soustředěním spádu říčního koryta na skalním prahu vystupujícím z podloží. K tomu došlo následkem soustavné těžby písku z řeky mezi Chvaleticemi a výchozem skalního prahu pod Přeloučí.
Vodní cesta na středním Labi je tedy celkem 138,10 km dlouhá, přičemž průběžně splavných a prostřednictvím Dolního Labe na síť evropských vodních cest napojených, je pouze 112,5 km po Přelouč (resp. 102,5 km po prozatímní koncový přístav ve Chvaleticích). Horní 24 km dlouhý úsek od Přelouče po Pardubice je sice také splavný pro velké lodě a jsou na něm 3 hotová zdymadla s plavebními komorami, ale je od zbytku vodocestné sítě izolován a probíhá na něm pouze rekreační a místní osobní plavba.
Na výstavbu laterálního průplavu resp. vodního díla Nová Přelouč byl zpracován kladný posudek EIA a roku 2006 na něj bylo vydáno i stavební povolení. Než se však začalo s výstavbou, zrušil v únoru 2006 Městský soud v Praze povolení výjimky k zásahu do biotopů zvláště chráněných druhů vydanou v listopadu 2003 ministerstvem životního prostředí. Poté, 13. června 2008 zrušila pardubická pobočka Krajského soudu v Hradci Králové územní rozhodnutí krajského úřadu Pardubického kraje o umístění plavebního stupně, z důvodu absence dříve zrušené výjimky. Následně 19. června 2008 stejný soud ze stejného důvodu zrušil i povolení k zásahu do významných krajinných prvků stavbou plavebního stupně.
V současné době[kdy?] probíhají jednání mezi Ředitelstvím vodních cest a Ministerstvem životního prostředí o úpravě projektu tak, aby lépe vyhovoval požadavkům ochránců přírody a mohla na jeho výstavbu být opět udělena výjimka k zásahu do biotopů třiceti zvláště chráněných druhů živočichů a rostlin 

## Vodní cesta
Střední Labe je v celé své délce vodní cestou mezinárodního významu a je součástí vodní magistrály E 20 (Severní moře-Hamburk-Mělník-Pardubice-Přerov-Dunaj) dle Evropské dohody o hlavních vnitrozemských vodních cestách mezinárodního významu (AGN).

### Klasifikace a parametry
Jedná se o spolehlivou a kvalitní vodní cestu, českou legislativou zařazenou do IV kategorie dle mezinárodní klasifikace vodních cest a splavnou pro lodě nebo tlačné soupravy maximálních rozměrů 84 × 11,5 metrů s nosností 1200 tun, při ponoru 2,10 m.
Ačkoliv maximální přípustná šířka plavidel odpovídá požadavkům klasifikační třídy Va či Vb a užitná délka plavebních komor umožňuje i proplavení návrhového tlačného člunu pro třídu Va (Evropa II) bez remorkéru, musí být Střední Labe zařazeno do třídy IV kvůli nedostatečné maximální délce plavebních komor (85 metrů místo 110 m požadovaných pro třídu Va dohodou AGN). Proto se v souladu s dohodou AGN v budoucnu počítá u všech plavebních stupňů s postupnou dostavbou druhých plavebních komor odpovídajících třídě Va.
Současné parametry sice, s výjimkou podjezdné výšky, vyhovují současnému plavebnímu provozu ale nejsou dostatečné vzhledem k požadavkům zakotveným v dohodě AGN na vodní cesty mezinárodního významu. Proto v souladu s požadavky dohody AGN probíhá zvyšování podjezdných výšek mostů na standardních 5,25 m s možností pozdějšího zvýšení na 7 m, požadovaných dohodou AGN pro vodní cesty kategorie Va a nižší pro umožnění ekonomické přepravy kontejnerů.
V dlouhodobějším časovém horizontu se počítá také se zvýšením parametrů vodní cesty tak, aby vyhovovala kategorii Va klasifikace, a to především dostavbou druhých plavebních komor s větší užitnou délkou u plavebních stupňů. Výhledově pak zvýšení parametrů vodní cesty na kategorie Vb přestavbou původních plavebních komor na komory odpovídající třídě Vb a úpravami plavební dráhy.

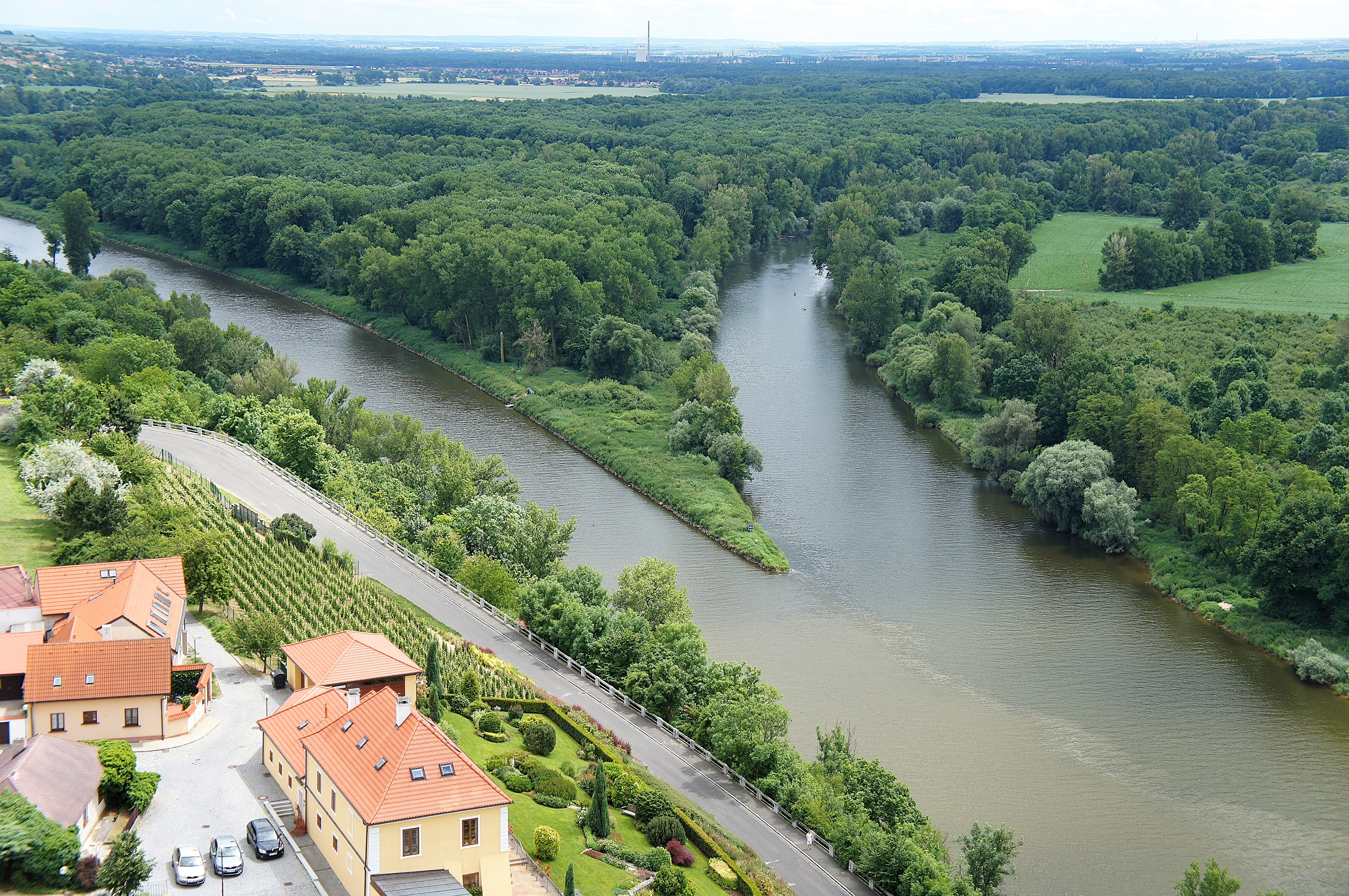
Soutok Labe (vlevo) s Vltavou u Mělníka
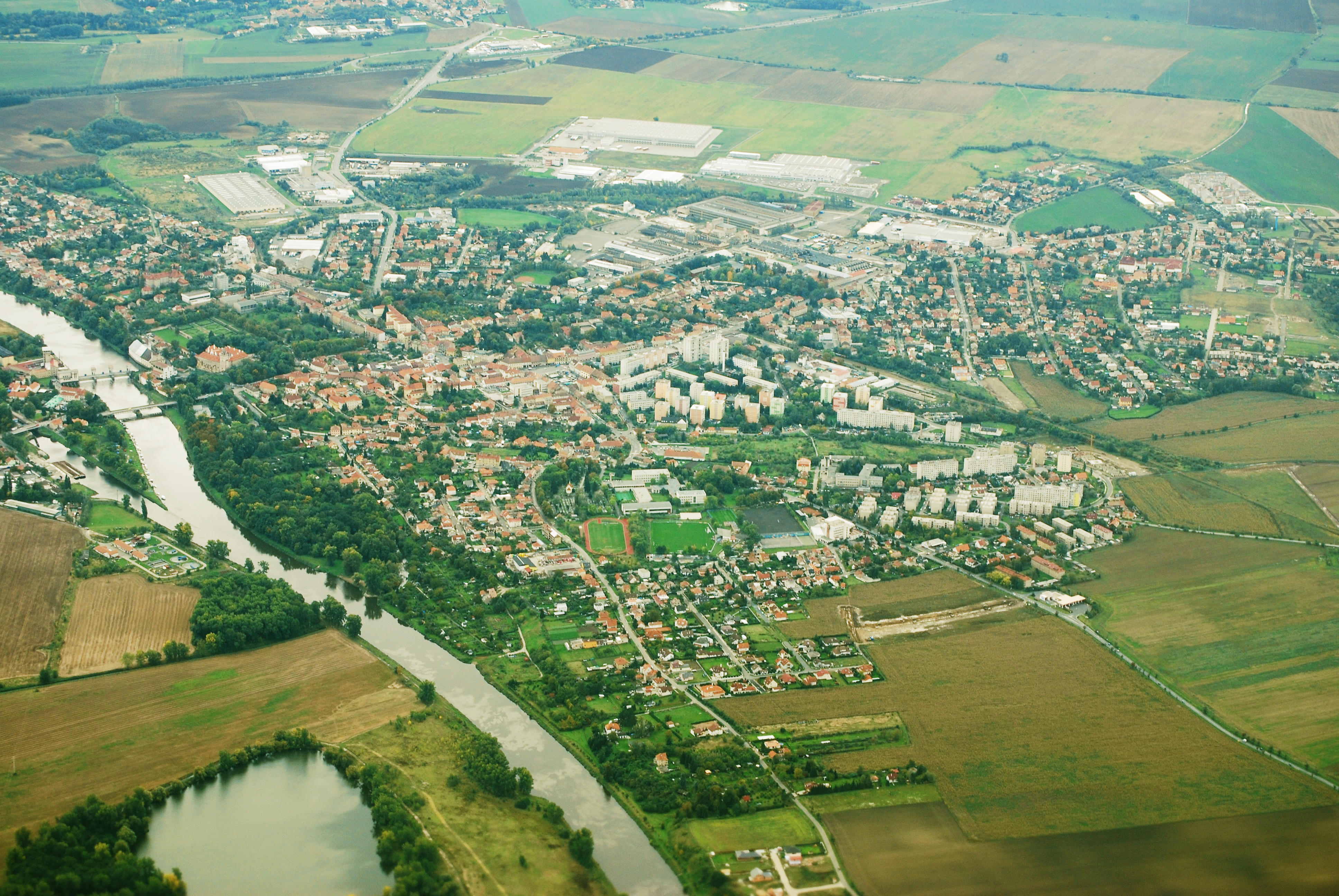
Brandýs nad Labem
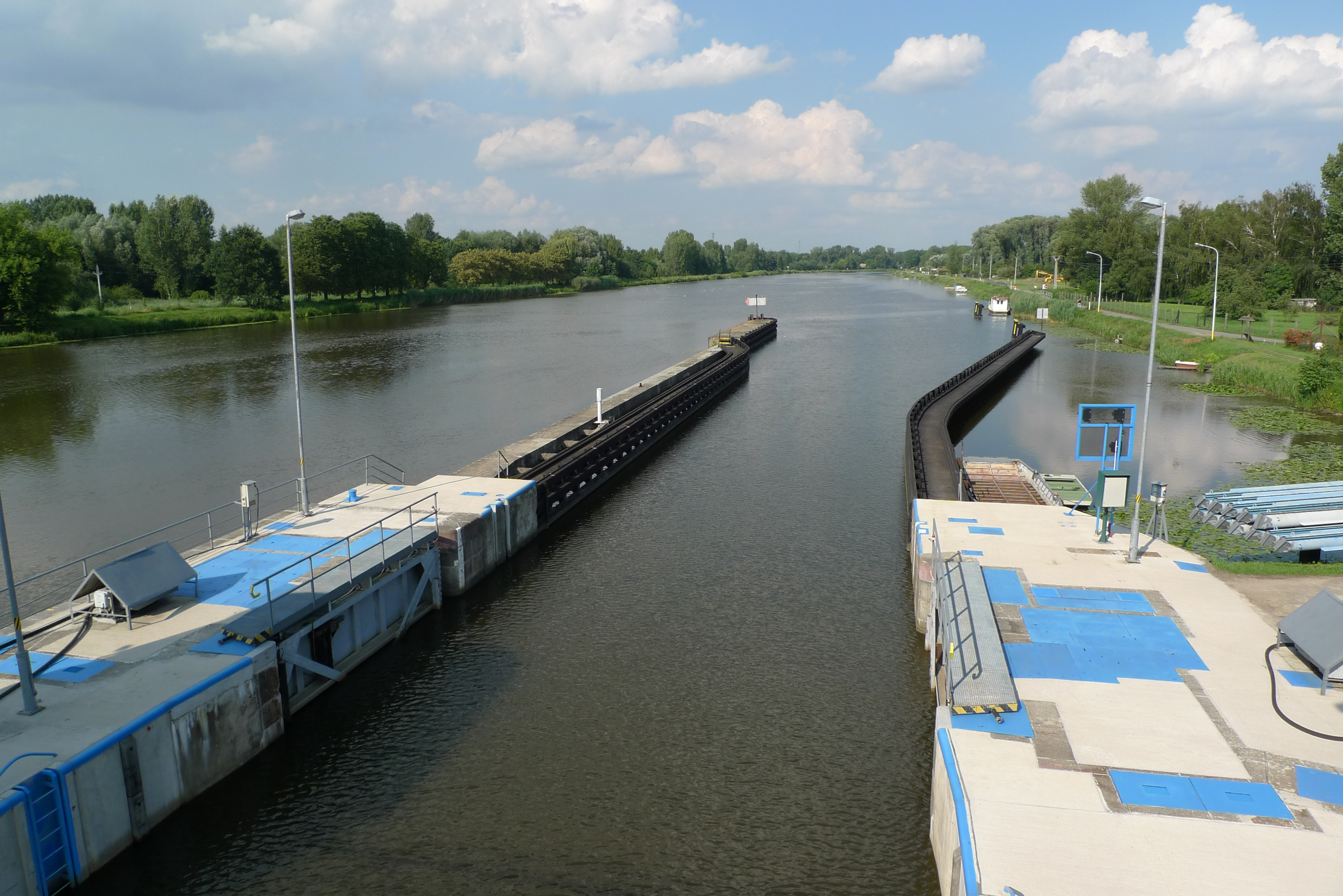
Horní rejda plavební komory Čelákovice
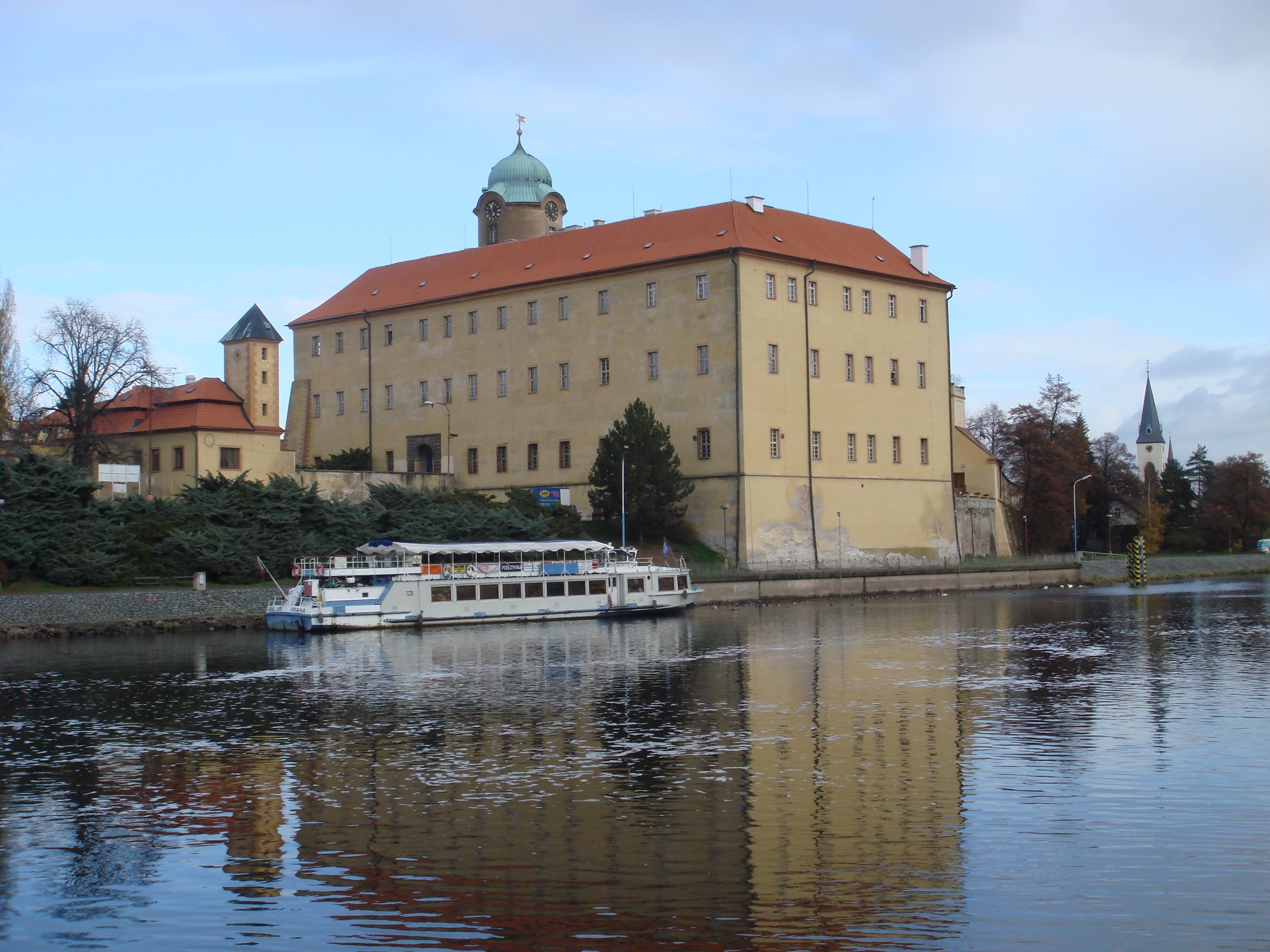
Zámek v Poděbradech
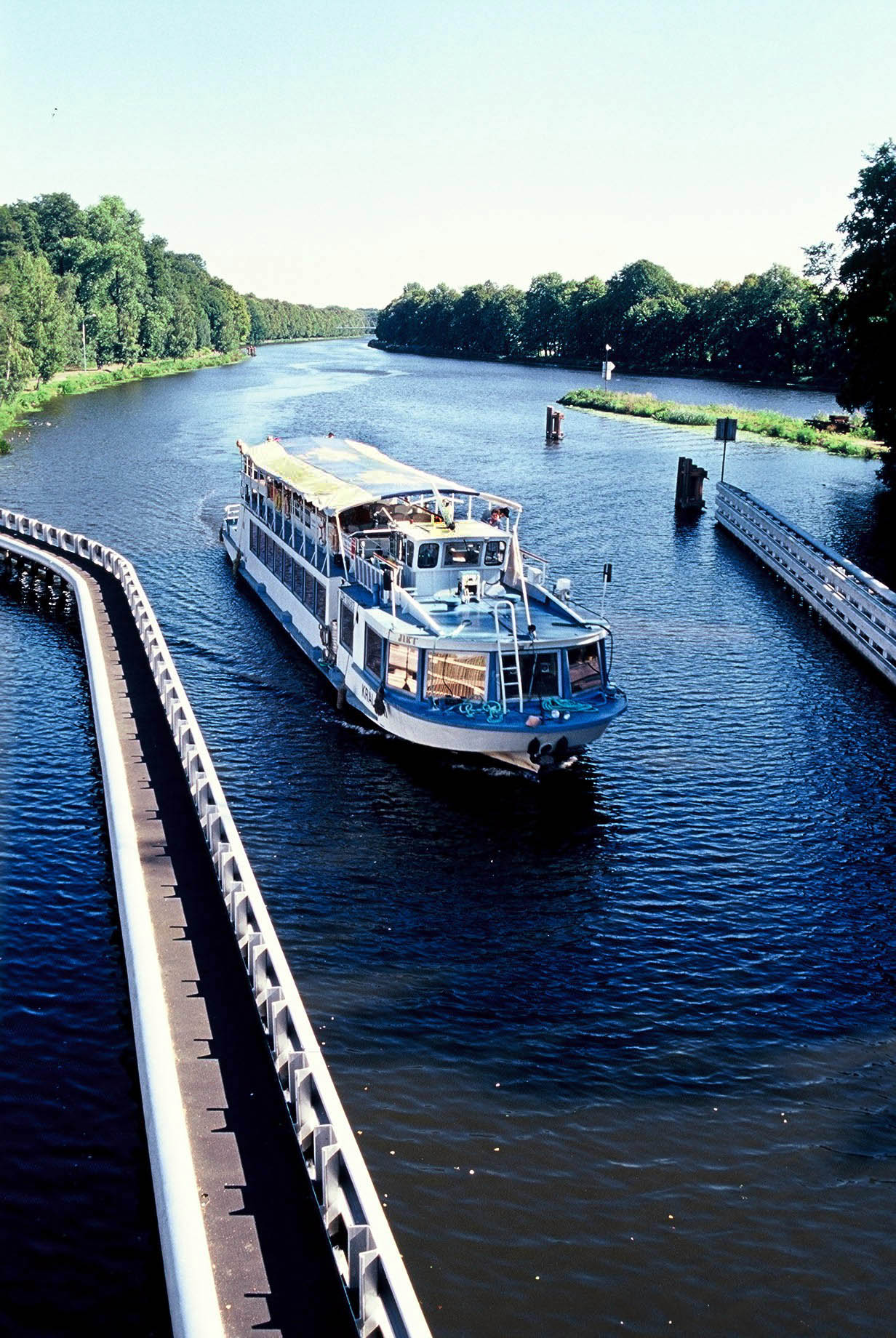
Poděbrady
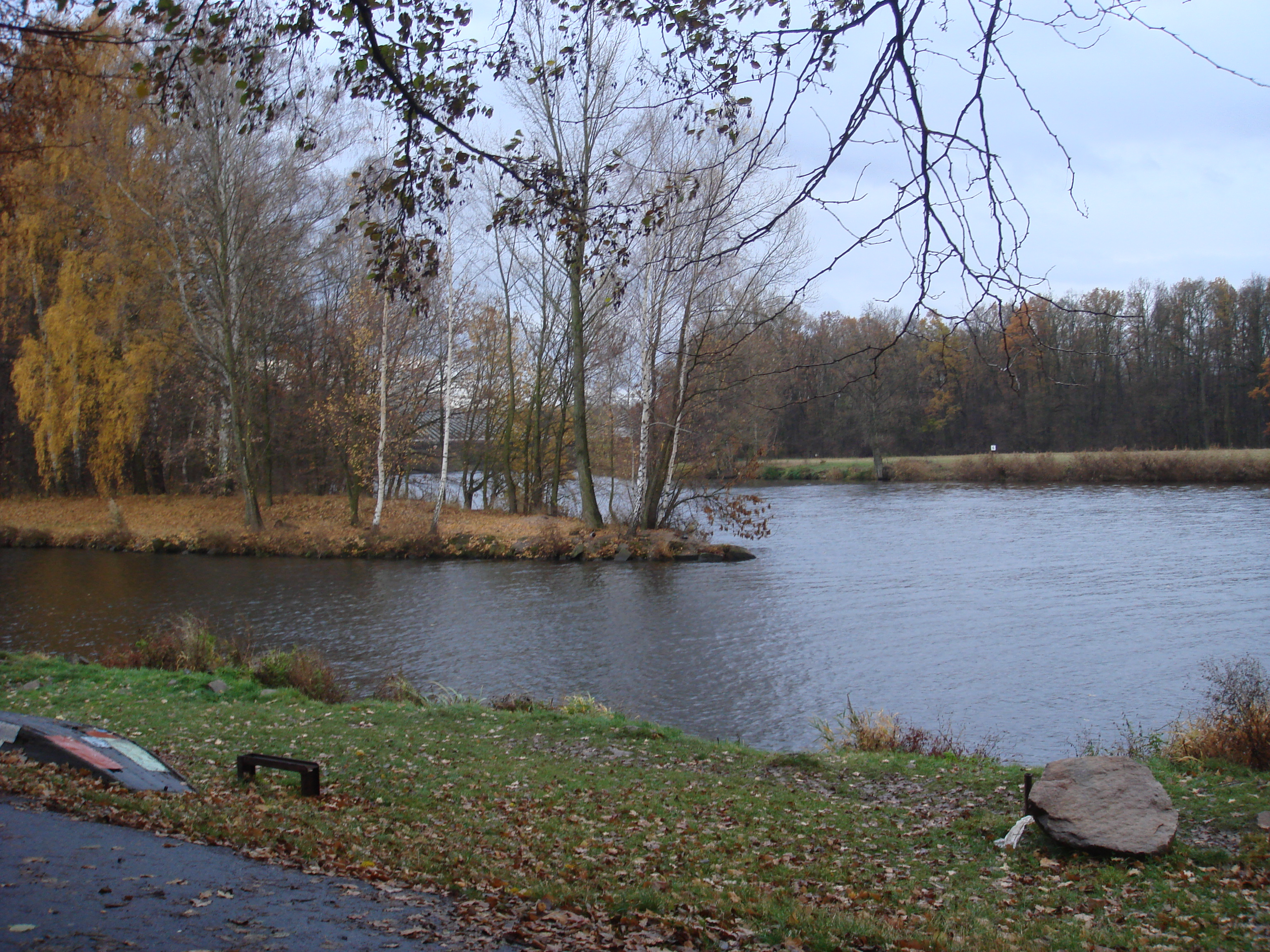
Soutok s Cidlinou
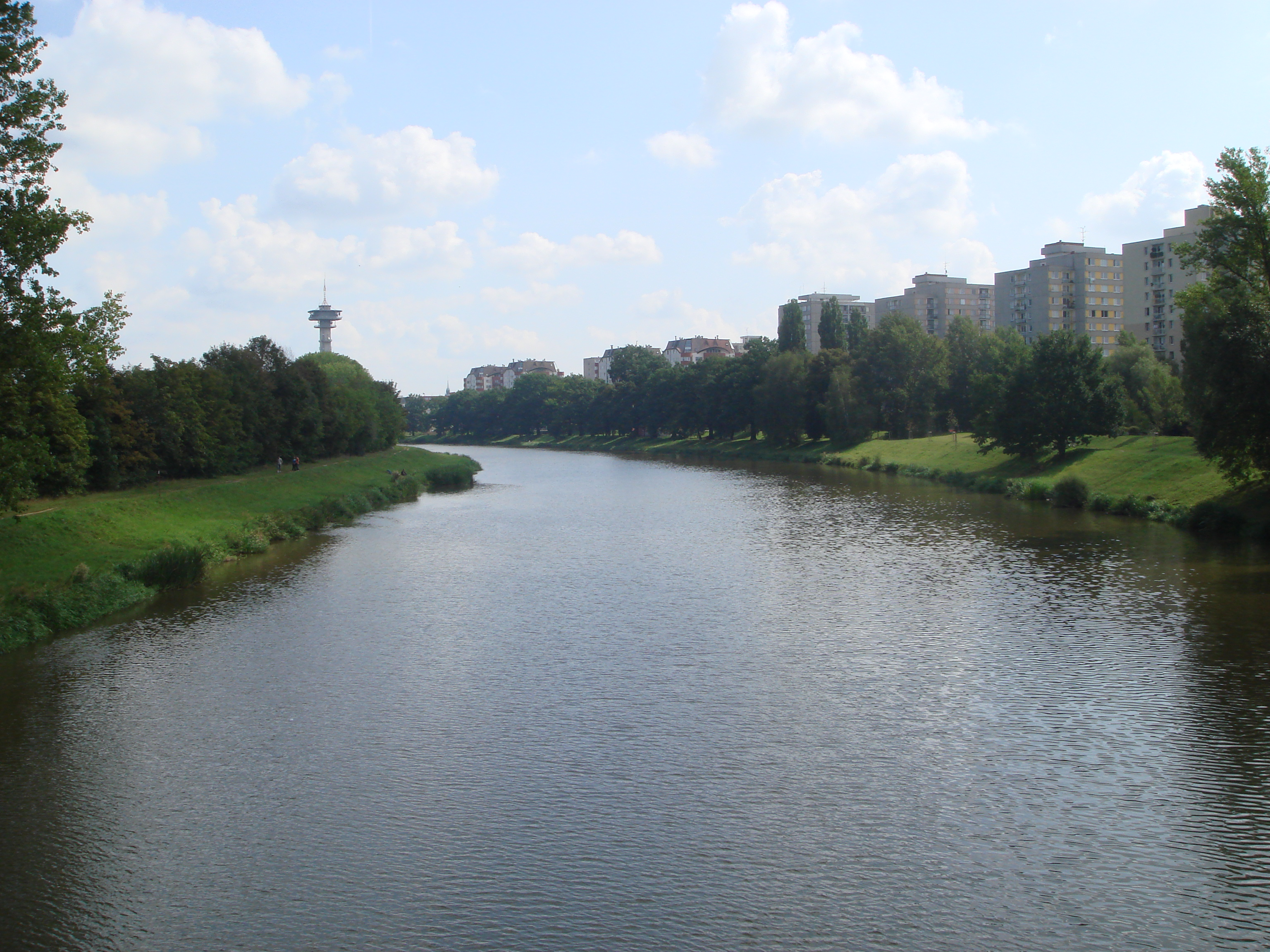
Labe v Pardubicích
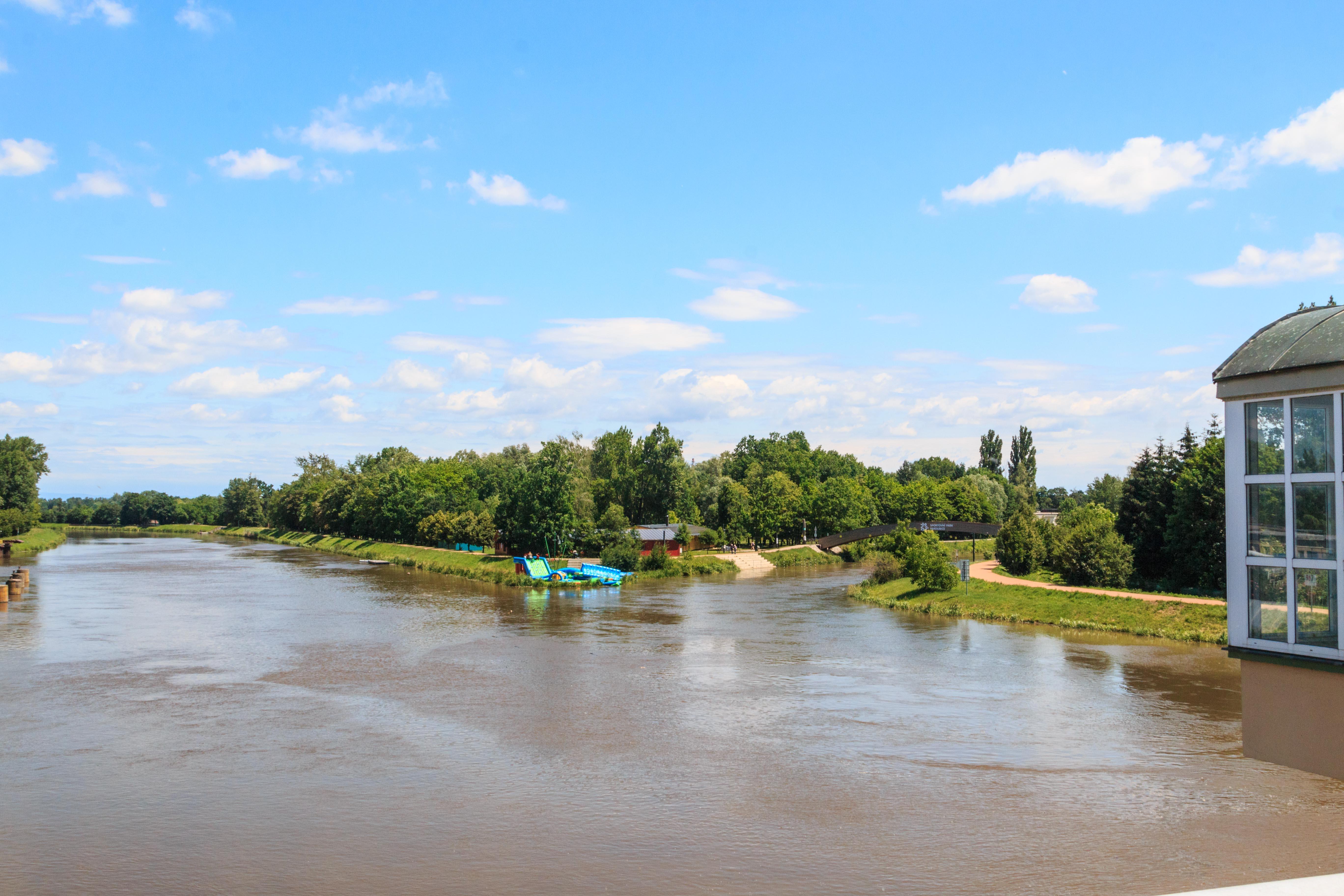
Nadjezí stupně Pardubice, soutok s Chrudimkou

### Hlavní úseky
- Mělník – přístav Chvaletice řkm 837,37 – 939,87 (0,0 – 102,5)

Průběžně splavná kvalitní vodní cesta, otevíraná průběžné plavbě od počátku od 70 let 20. století. Plavební ponor je po celý rok 2,10 metrů. Podjezdná výška je (až na výjimky silničního mostu Obříství a železničních mostů v Neratovicích a Čelákovicích) dle evropského minimálního standardu 5,25 metrů. V tomto úseku se provozuje nákladní plavba a leží zde jak jediný veřejný přístav Středního Labe v Kolíně, tak ochranné přístavy Hadík, Nymburk, a Týnec nad Labem. Na vodní dopravu jsou napojeny i některé blízko řeky ležící štěrkovny (Borek).
- přístav Chvaletice – Přelouč řkm 939,87 – 951,2 (102,5 – 114,535)

Původně nesplavná část řeky, plavební dráha prohlubována průběžně těžbou štěrkopísků z řeky. Na počátku 21. století splavněna část od přístavu Chvaletice po most v Řečanech nad Labem v řkm 943,2 a dále k začátku Labských Hrčáků v řkm 949,5 (112,515 staré kilometráže) pod Přeloučí vytvořena jednolodní plavební dráha s výhybnami. Zbylý úsek ke zdymadlu Přelouč dlouhý 2 km zůstává stále nesplavný. Leží zde jedno přístaviště pro osobní plavbu, nedaleko mostu v Řečanech nad Labem. 
- Přelouč – Pardubice – Kunětice řkm 951,2 – 973,5 (114,535 – 138,10)

Izolovaná část vodní cesty s plavební dráhou, již během 20. století upravenou na potřebné parametry průpichy meandrů, prohloubením a výstavbou 3 kompletních zdymadel. Počítá se s výstavbou koncového veřejného přístavu Pardubice v řkm 965,7 (129,0).
I když splavná část řeky končí u Kunětic, navazující nesplavný úsek až k jezu v Opatovicích v řkm 987,8 (152,5 staré kilometráže) je zákonem 114/1995 Sb. definován jako sledovaná vodní cesta, dopravně významná, využitelná a další část řeky od Opatovic po Jaroměř (řkm 177 staré kilometráže) prováděcí vyhláškou 222/1995 Sb. jako sledovaná vodní cesta účelová.
Překonání nesplavných Labských Hrčáků, prodloužení souvisle splavného úseku vodní cesty do hradecko-pardubické aglomerace a vybudování koncového přístavu v Pardubicích se stále připravuje.

### Přístavy
Veřejné a ochranné
- řkm 839,19 – (1,85) – Ochranný přístav Hadík, suchý dok
- řkm 896,12 – (58,75) – Ochranný přístav Nymburk
- řkm 920,87 až 921,97 – (83,50 až 84,60) – veřejný přístav Kolín
- řkm 932,17 – (94,80) – Ochranný přístav Týnec nad Labem

Neveřejné a ostatní
- řkm 855,10 – přístav bývalého cukrovaru v Kostelci nad Labem
- řkm 862,66 – štěrkoviště Borek
- řkm 867,74 až 867,84 – Brandýs nad Labem, překladiště Prefa
- řkm 938,73 až 939,74 – přístav elektrárny Chvaletice

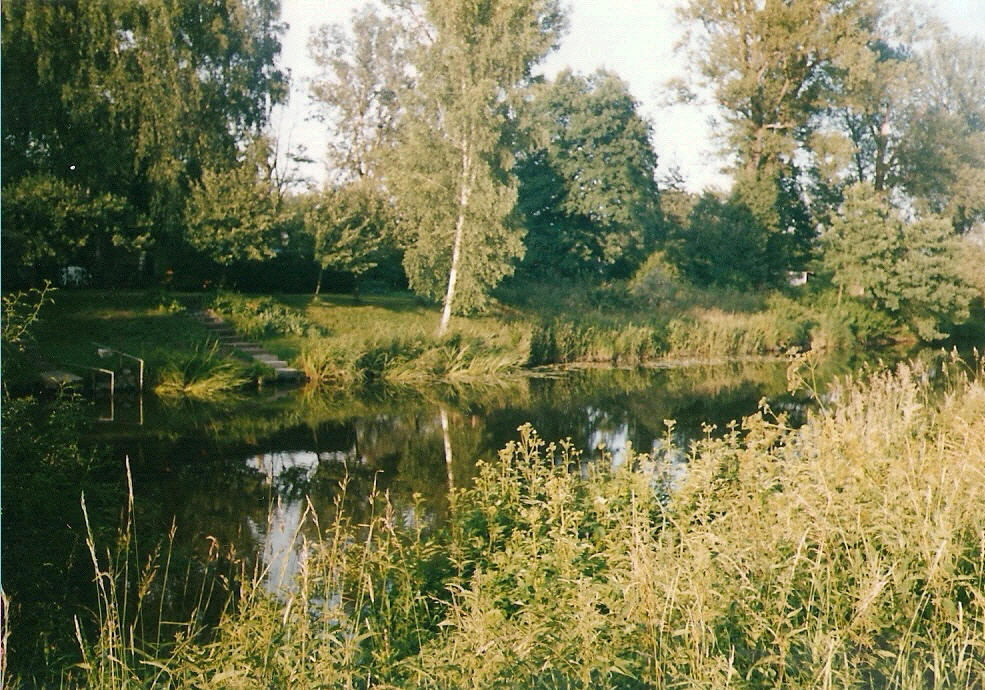
Přístav bývalého cukrovaru v Kostelci nad Labem
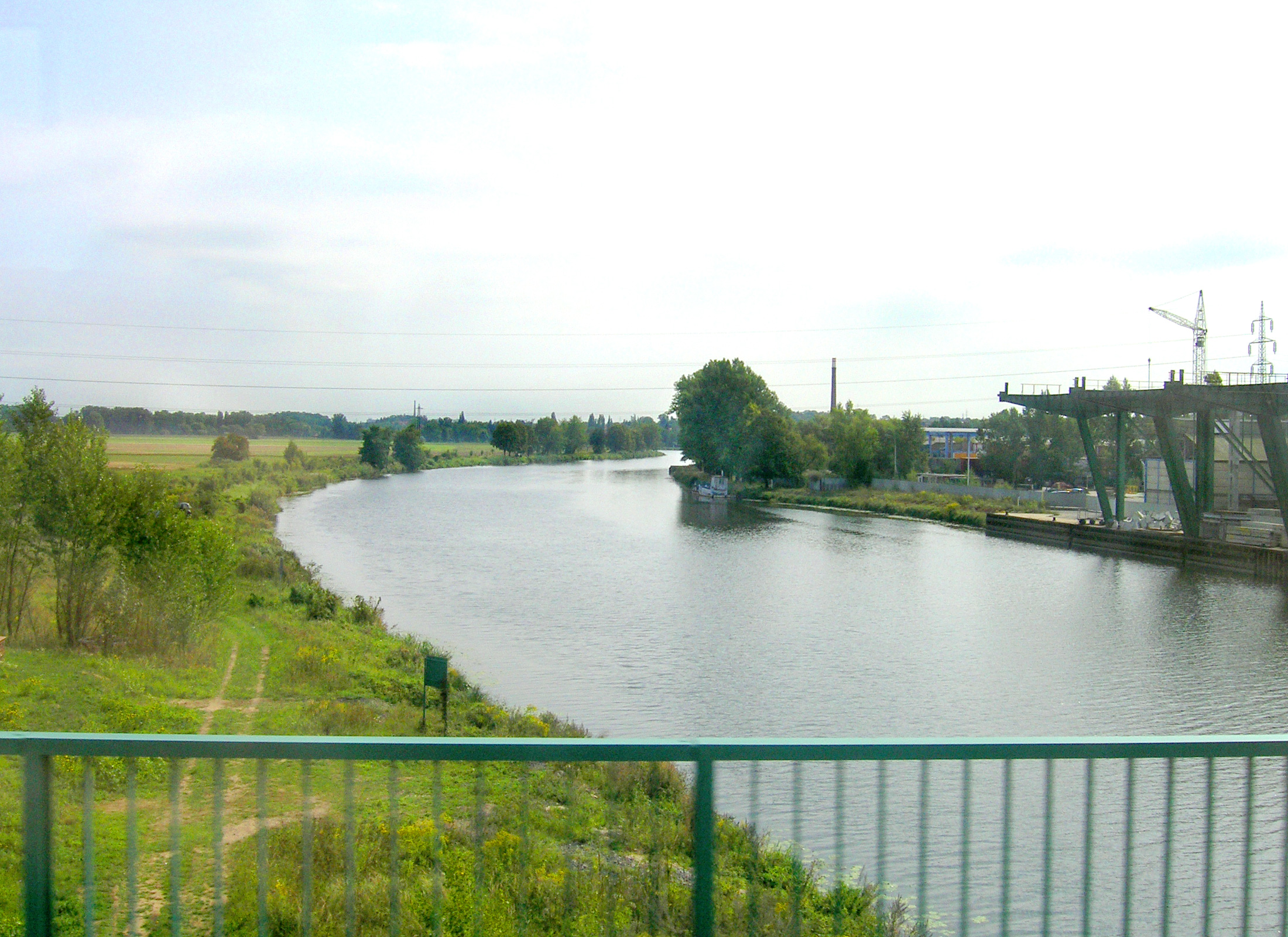
Překladiště Prefa u Brandýsa nad Labem
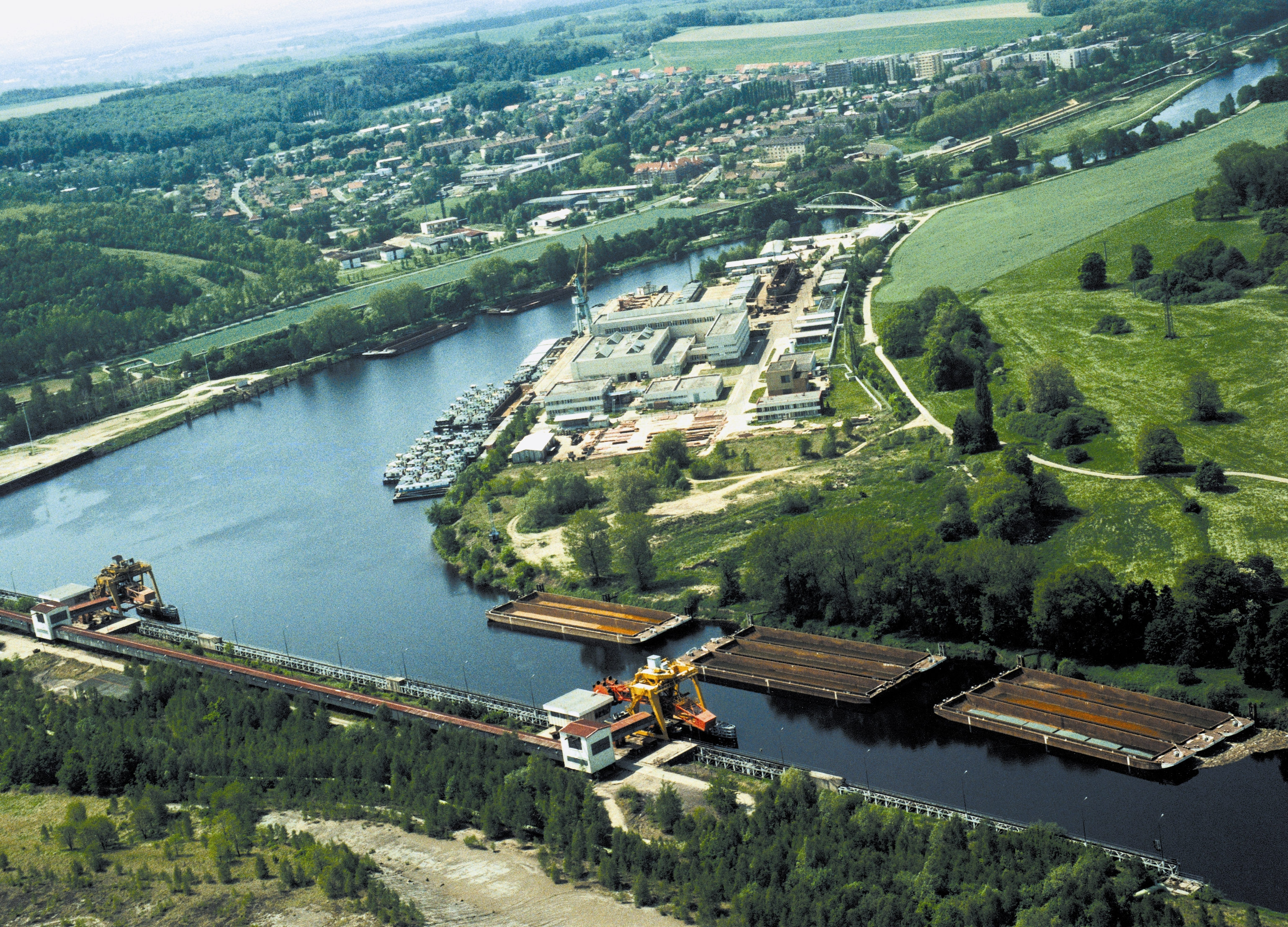
Přístav Chvaletice

### Plavební dráha
Střední Labe je vodním tokem kanalizovaným soustavou pohyblivých jezů s celoročně zajištěnou plavební hloubkou 2,10 metrů a šířkou plavební dráhy minimálně 50 metrů (výjimečně 40). Poloměry oblouků jsou však v některých případech menší než 800 metrů a směrové vedení trasy nevyhovuje požadavkům na další rozvoj. Plavební přestávky z důvodu nízkých vodních stavů se nevyskytují, přestávky z důvodu vysokých vodních stavů, oprav nebo zámrazy jsou průměrně 20 až 50 dní v roce.
V horním izolovaném úseku vodní cesty od Přelouče po Pardubice je provozována pouze rekreační plavba a osobní doprava lodí Arnošt z Pardubic a parametry vodní cesty jsou zde stanoveny odlišně, a to šířka plavební dráhy 20 metrů a maximální ponor 1,05 metrů.

### Plavební stupně
Všechny plavební stupně (včetně těch v izolovaném úseku) disponují plaveními komorami o užitných rozměrech 85 × 12 metrů s hloubkou záporníku 3 až 3,5 metrů, plně vyhovujícími třídě IV mezinárodní klasifikace a díky své šířce umožňující i proplavení standardního tlačného člunu Evropa II pro třídu Va, i když jen bez remorkéru. V budoucnu se však počítá s dostavbou druhých plavebních komor rozměrů 115 × 12,5 metrů a rekonstrukcí vodní cesty na třídu Va. V daleké budoucnosti pak s přestavbou malých plavebních komor na komory třídy Vb s rozměry 190 × 12,5 metrů.
(Uvedena Evropská kilometráž s nulou při ústí Labe do Severního moře a v závorce uvedena stará kilometráž s nulou u Mělníka.)
- řkm 839,535 – (2,165) – bývalé Zdymadlo Hadík
- řkm 843,133 – (6,146) – Zdymadlo Obříství
- řkm 850,320 – (12,997) – Zdymadlo Lobkovice
- řkm 857,420 – (20,127) – Zdymadlo Kostelec nad Labem
- řkm 865,080 – (27,878) – Zdymadlo Brandýs nad Labem
- řkm 872,280 – (34,950) – Zdymadlo Čelákovice
- řkm 878,050 – (40,663) – Zdymadlo Lysá nad Labem, jeho součástí je i rybí přechod
- řkm 887,580 – (50,138) – Zdymadlo Hradištko
- řkm 891,440 – (53,980) – Zdymadlo Kostomlátky
- řkm 896,384 – (59,009) – Zdymadlo Nymburk
- řkm 904,570 – (67,123) – Zdymadlo Poděbrady
- řkm 911,770 – (74,350) – Zdymadlo Velký Osek
- řkm 916,540 – (79,157) – Zdymadlo Klavary
- řkm 920,690 – (83,193) – Zdymadlo Kolín
- řkm 929,130 – (91,701) – Zdymadlo Veletov
- řkm 932,260 – (92,225) – Zdymadlo Týnec nad Labem

Nesplavný úsek (řkm 949,2 až řkm 951,2)
- řkm 951,905 – (114,535) – Zdymadlo Přelouč
- řkm 961,524 – (124,154) – Zdymadlo Srnojedy
- řkm 968,153 – (130,783) – Zdymadlo Pardubice

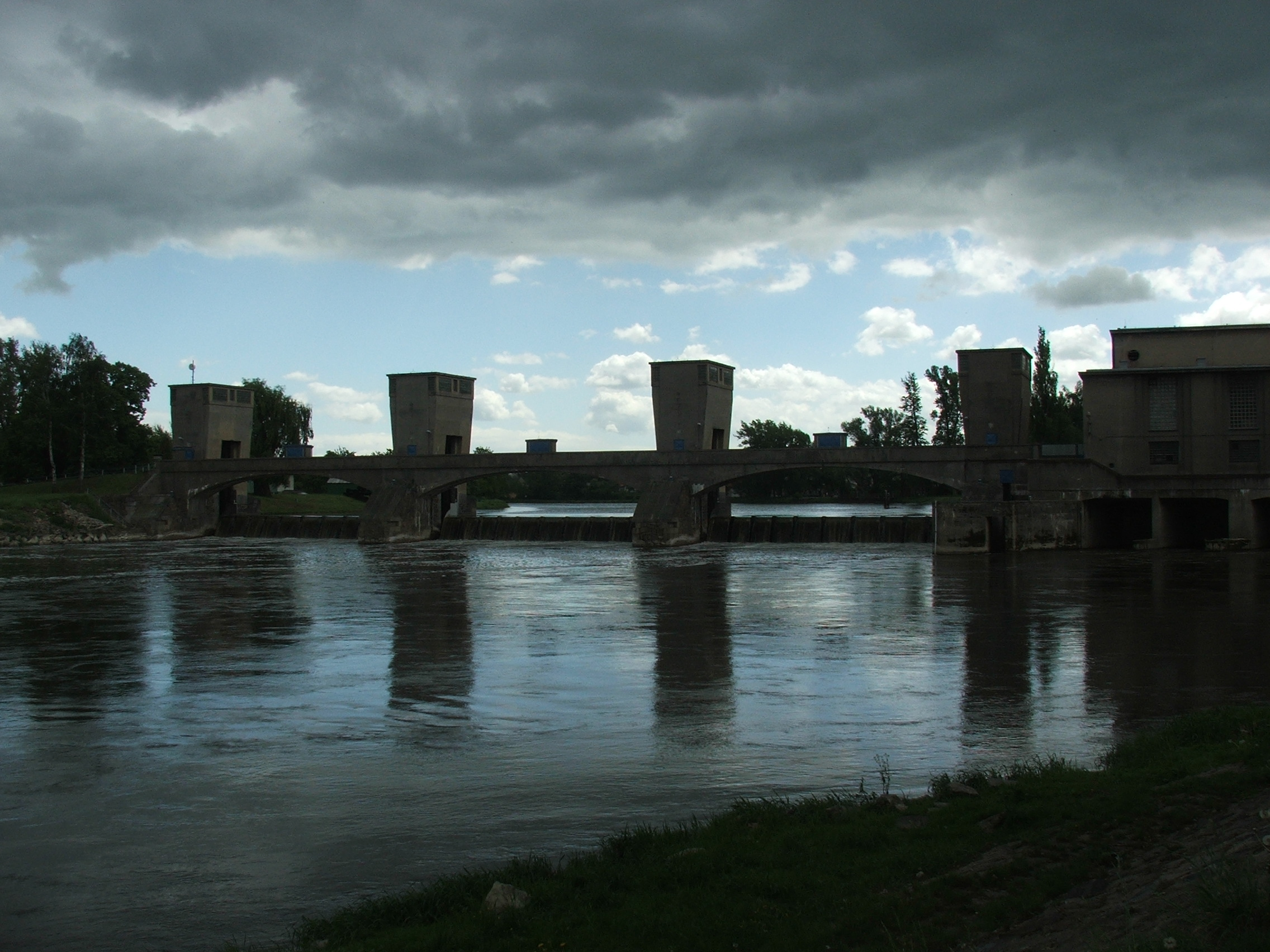
Jez v Lobkovicích
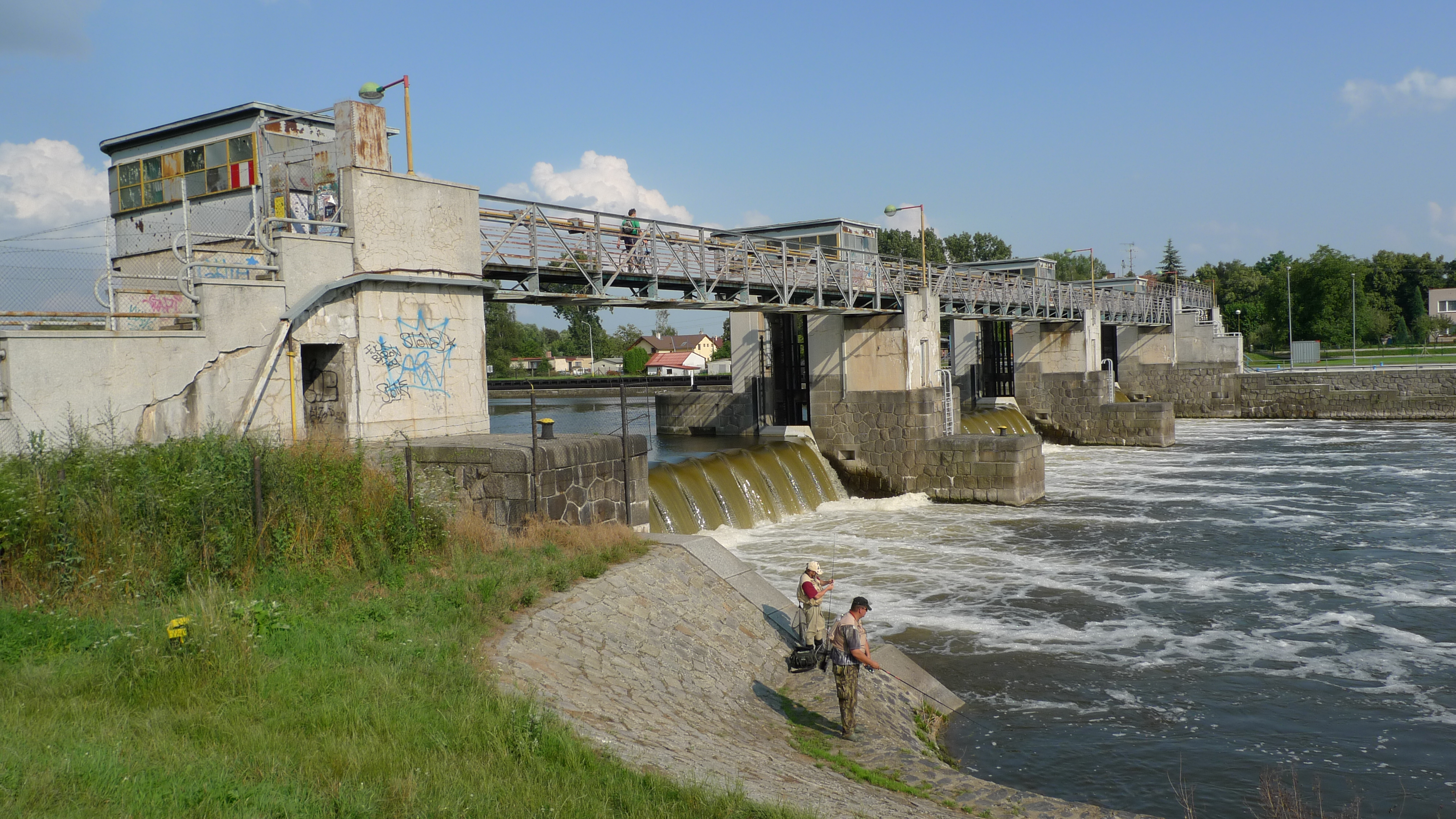
Jez v Čelákovicích
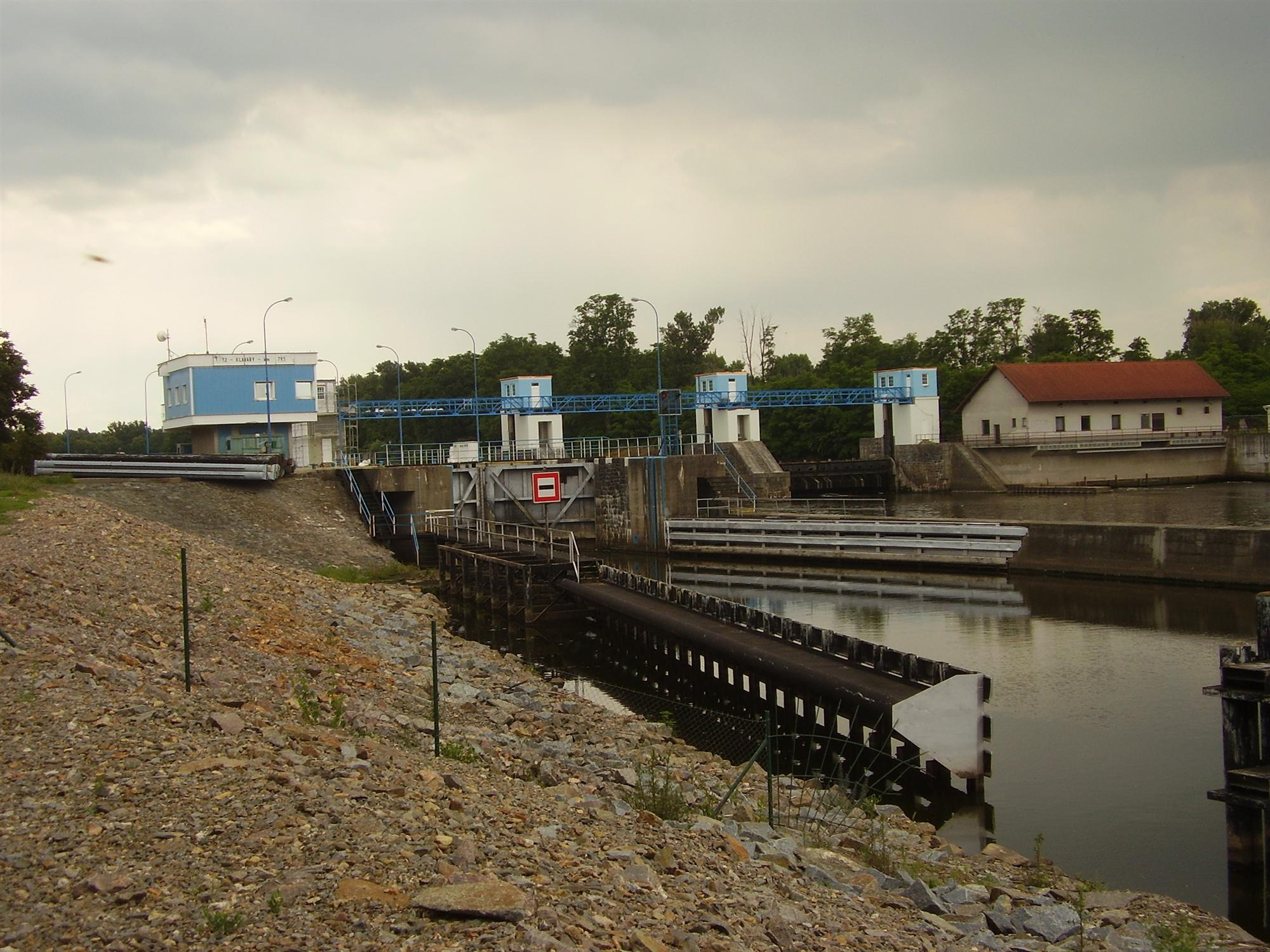
Plavební stupeň Klavary
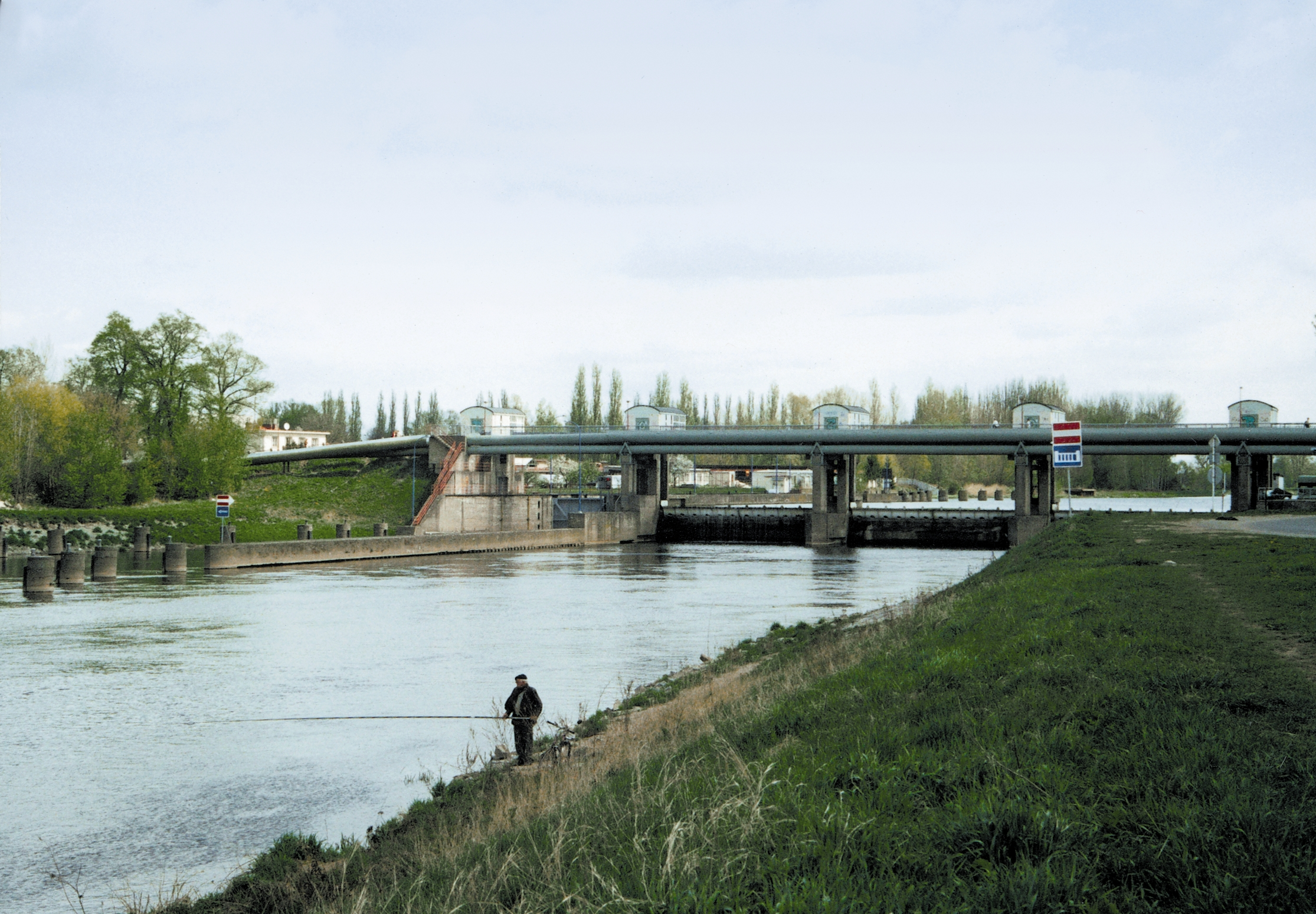
Plavební stupeň Pardubice

### Mosty
Největší limitující nevýhodou středolabské vodní cesty je malá podjezdná výška mostů. Před probíhající rekonstrukcí byl limitující silniční most v Poděbradech s podjezdnou výškou jen 3,7 metru, který byl ale v roce 2007 nahrazen novým mostem s podjezdnou výšku 7 metrů. Dále byl rekonstruován železniční most v Nymburce a v Kolíně. Oba na podjezdnou výšku 5,25 metrů s jedním mostním polem přizpůsobeným k instalaci zvedacího mechanismu v budoucnosti pro dosažení podjezdné výšky 7 metrů.

## Plavební provoz
Plavební provoz se na středním Labi rozvíjel postupně tak, jak se s výstavbou plavebních stupňů prodlužoval souvisle splavný úsek řeky od Mělníka. Plavební stupně nebyly stavěny návazně za sebou, ale po celé délce toku, takže souvisle splavný úsek se v historii neprodlužoval kontinuálně (Zdymadla Přelouč (1927) a Srnojedy (1937) nejsou na souvisle splavný úsek řeky napojeny dodnes).
První osobní linka v trase Jiřice–Mělník byla zprovozněna roku 1926 po výstavbě plavební komory u starého jezu v Lobkovicích a již v té době probíhala doprava cukru z místních cukrovarů v Lobkovicích, Neratovicích, Obříství a Mělníce.
- 1926–1939
Postupně byla otevírána vodní cesta až po Poděbrady, přičemž bylo ročně přepraveno kolem 100 000 tun nákladů.
- 1940–1945
Množství dopraveného nákladu rostlo a po provizorním splavnění původního řečiště mezi Poděbrady a Kolínem, a otevření plavby v celém úseku Mělník–Kolín pro lodě nosnosti 600 tun v 1943, dosáhlo ročního maxima 462 000 tun. Vodní cesta v této době poskytovala alternativu k železnici, ohrožované nálety spojenců.
- 1946–1977
Po ukončení 2. světové války přešla velká část přeprav zpět na železnici a množství přepraveného nákladu kleslo na zhruba 150 až 200 tisíc tun ročně.
- 1978 až 1996
V tomto období bylo po Středním Labi dopravováno energetické uhlí pro elektrárnu Chvaletice, celkový roční objem přepraveného nákladu dosahoval kolem 4 miliónů tun a počet proplavených lodí 8 až 11 tisíc.
- 1997–současnost
Touto vodní cestou je ročně dopravováno kolem 10–40 tisíc tun nákladů přičemž počet všech proplavených lodí v první plavební komoře nad Mělníkem se pohybuje ročně mezi 600 až 1200.

V současnosti připravované souvislé splavnění do hradecko-pardubické aglomerace a vybudování koncového veřejného přístavu Pardubice má přepravu nákladů středolabskou vodní cestou opět oživit. Předpokládá se nárůst na 2 milióny tun přepravených nákladů ročně v roce 2020, přičemž značnou část mají tvořit kontejnery a dále hromadné substráty a nadměrné náklady.
Hlavním faktorem v současnosti významně omezujícím využití vodní cesty je kriticky malá dovolená podjezdná výška mostů, a to 3,7 metrů. Malá podjezdná výška znemožňuje ekonomicky efektivní dopravu kontejnerů a nadměrných nákladů a je příčinou toho, že relativně častý transport nadměrných nákladů ze severomoravských hutí do přístavu Mělník k další přepravě do zahraničí probíhá od Pardubic více než 100 km po silnici paralelně s vodní cestou.
Pro osobní vodní dopravu nemá dnes střední Labe větší význam, není zde vedena žádná linková osobní doprava (viz článek Osobní vodní doprava na Labi v Čechách). Ani pro sportovní plavbu není příliš atraktivní.